# 레프 카라한
레프 미하일로비치 카라한(러시아어: Лев Миха́йлович Караха́н, 아르메니아어: Լևոն Միքայելի Կարախանյան 레본 미카엘리 카라하냔, 1889년 10월 10일~1937년 9월 20일)은 러시아 제국과 소련의 혁명가, 언론인, 외교관이다. 트빌리시에서 아르메니아계 법조인 가정에서 태어났으며, 페트로그라드 대학교 재학 시절부터 좌파 활동을 시작했다. 1904년에 멘셰비키 일파로서 러시아 사회민주노동당에 가입했다. 
러시아 2월 혁명 직후 볼셰비키로 전향했으며, 10월 혁명에 참여했다. 공산 정권이 수립되자 본격적으로 외교관으로 활동하기 시작하여 아돌프 이오페를 따라 브레스트-리토프스크 조약에서 소련 측 비서관으로 참여했다. 1918년부터 1920년까지, 1927년부터 1934년까지 두 차례 외무인민위원을 지냈으며 1919년 7월에 기존의 러시아 제국과 청나라간의 불평등 조약을 폐지한다는 약속을 담은 카라한 선언을 발표하여 중화민국과의 외교 관계 회복에 기여했다.
외무위원으로 활동하면서 폴란드, 중화민국, 튀르키예 대사를 역임했으나 1937년 대숙청에 휘말려 체포된 후 총살되었다. 사후 1956년에 복권되었다.